# Nico Rosberg
Nico Rosberg (Wiesbaden, 27. lipnja 1985.), je bivši njemački vozač Formule 1, svjetski prvak s Mercedesom u svjetskom prvenstvu Formule 1. 5 dana nakon osvajanja naslova prvaka Formule 1 iznenada se povukao iz aktivnog utrkivanja. Sin je svjetskog prvaka iz 1982.g. Kekea Rosberga.
Pobjednik je GP2 serije 2005. za ART Grand Prix team, a ranije se utrkivao za momčad koju je vodio njegov otac.

## Mladost i počeci
Nico je sin Keke Rosberga bivšeg finskog svjetskoga prvaka Formule 1 iz 1982. g. i njegove supruge Sine, te upravo zbog majčinog njemačkog državljanstva i rođenja u njemačkom gradu Wiesbaden Nico se prvenstveno utrkuje pod njemačkom zastavom. Ipak, najveći dio djetinstva proveo je u kneževini Monako, tako da pored materinjeg njemačkog jezika govori još tri strana: engleski, talijanski i francuski, ali vrlo malo zna finski. Ima dvostruko državljanstvo (njemačko i finsko) te se tijekom različitih razdoblja u svojoj karijeri natjecao pod obje zastave.
Rosberg se 11. srpnja 2014. vjenčao svojom prijateljicom iz djetinjstva i dugogodišnjom zaručnicom Vivian Sibold. Njihova kći rođena je 30. kolovoza 2015.

#### 1996. – 2004.: Junior Formula
Mladi je Nico počeo s kartingom 1996. g u svojoj 11. godini. Sljedećih 8 godina nastupao je u raznim juniorskim manjim formulama kao što su Formula BMW i Formula 3 Euro Series. 2002. g. osvojo je naslov prvaka u Formuli BMW. Nastavlja s natjecanjima u Formuli 3 sve do kraja 2004. kada sklapa ugovor s jednom ekipom u GP2 seriji.

#### 2005.: GP2 - ART Grand Prix
Imao je fantastičan početak sezone u novoj seriji natjecanja i u divovskoj borbi s Kovalainenom osvaja prvi naslov GP2 serije. Williams baca odmah oko na njega i Nico se u vrlo kratkom periodu našao u velikom društvu. Za još jednog Rosberga F1 je širom otvorila vrata.

## Formula 1

#### Williams
Krajem sezone 2005. Nico je nakon osvajanja naslova u GP2 seriji potpisao za Williams za sezonu 2006. i postao njihov redovni vozač pored Marka Webbera. U svojoj prvoj utrci za Wiliams na VN Bahreina Nico je ostvario najbrži krug utrke, što je za debitanta bio odličan rezultat čak i s činjenicom da Willimasov bolid nije bio po snazi niti u gornjem domu poretka. Ipak, sezona je bila prepuna odustajnja zbog nepouzdanog Coswothovog motora. Poneki bljeskovi na kvalifikacijama bili su vrlo rano uništavani već u ranim fazama utrke odustajanjima zbog nepouzdanog motora. Sezonu je završio s 4 boda i na 17. mjestu
U sezoni 2007. pridružuje mu se novi timski kolega austrijanac Alex Wurz koji je godinu ranije bio Williamsov test vozač. Uz novog timskog kolegu stigao je novi i pouzdaniji motor, motor Toyote. Nico je redovito bio brži u kvalifikacijama od Wurza, ali velik dio sezone austrijanac je imao više bodova i bio bolje plasiran u poretku. Nico je u nekim trenucima sezone, na kvalifikacijama, znao biti nevjerojatno brz na veliko zaprepaštenje samog vodstva u ekipi. Ukupno gledano znao je voziti van mogućnosti bolida. Na posljednjoj utrci u Brazilu postiže najbolji rezultat u sezoni, 4 mjesto koje osvaja maestralno u velikoj međusobnoj borbi s dvojcem iz BMW Saubera. Sezonu završava na 9. mjestu s 20 osvojenih bodova.

#### Mercedes GP
Nico je krajem 2009-e godine potpisao za novu ekipu Mercedes GP koja je kupila momčad Brawn GP.
2010-e godine vozio je uz sedmerostrukog svjetskog prvaka Michael Schumacher.
Pokazao je bolju formu od Michaela.
2012 godine stiže i prva pobjeda u Kini, nakon toga se još jednom penjao na pobjedničko postolje.
Godina 2013. je još uspješnija za Nicu. U Maleziji je trebao stati na najnižu stepenicu podija no timske odredbe su ga zadržale iza momčadskog kolege Lewisa Hamiltona, no u Bahrainu osvaja pole position no zbog Mercedesovog problema s gumama gubi u poretku te završava tek na devetom mjestu. U Barceloni Rosberg je opet na polu ali priča iz Bahraina se ponavlja te završava na kraju na solidnom šestom mjestu. Priča se popravlja u Monacu gdje je Nico domaćin te završava prvi na sva tri treninga i uzima pole position ispred Hamiltona. Utrku je pretvorio u svoju prvu pobjedu u sezoni 2013 te ponovio svog oca. Utrka na Silverstonu također je završila odlično za Nicu koji je startao s drugog mjesta no zbog problema s gumama općenito na svim bolidima došao je do druge pobjede u sezoni. Na Spa i Monzi uzima još podosta bodova četvrtim odnosno šestim mjestom dok u Singapuru zbog loše strategije gubi drugo sigurno mjesto i završava četvrti. Nico na sljedećim utrkama skuplja bodove a u Indiji uzima drugo mjesto te se tako približio bodovno Mark Webberu.

## Postignuća

### Sažetak karijere
| Godina | Kategorija           | Momčad                        | Utrke | Prva startna mjesta | Pobjede | Bodovi | Poredak |
| ------ | -------------------- | ----------------------------- | ----- | ------------------- | ------- | ------ | ------- |
| 2002.  | German Formula BMW   | VIVA Racing                   | 20    | 5                   | 9       | 264    | 1.      |
| 2003.  | Formula 3 Euroseries | Team Rosberg                  | 20    | 1                   | 1       | 45     | 8.      |
| 2003.  | Macau Grand Prix     | Carlin Motorspor              | 1     | 0                   | 0       | –      | NC      |
| 2003.  | F3 Korean Superprix  | Carlin Motorsport             | 1     | 0                   | 0       | –      | 11.     |
| 2004.  | Formula 3 Euroseries | Team Rosberg                  | 19    | 2                   | 3       | 70     | 4.      |
| 2004.  | Macau Grand Prix     | Team Rosberg                  | 1     | 0                   | 0       | –      | NC      |
| 2004.  | Masters of Formula 3 | Team Rosberg                  | 1     | 0                   | 0       | –      | 6.      |
| 2004.  | Bahrain F3 Superprix | Team Rosberg                  | 1     | 0                   | 0       | –      | 2.      |
| 2005.  | GP2 Series           | ART Grand Prix                | 23    | 4                   | 5       | 120    | 1.      |
| 2006.  | Formula 1            | Williams F1 Team              | 18    | 0                   | 0       | 4      | 17.     |
| 2007.  | Formula 1            | AT&T Williams                 | 17    | 0                   | 0       | 20     | 9.      |
| 2008.  | Formula 1            | AT&T Williams                 | 18    | 0                   | 0       | 17     | 13.     |
| 2009.  | Formula 1            | AT&T Williams                 | 17    | 0                   | 0       | 34,5   | 7.      |
| 2010.  | Formula 1            | Mercedes GP Petronas F1 Team  | 19    | -                   | -       | 142    | 7.      |
| 2011.  | Formula 1            | Mercedes GP Petronas F1 Team  | 11    | -                   | -       | 89     | 7.      |
| 2012.  | Formula 1            | Mercedes AMG Petronas F1 Team | 20    | 1                   | 1       | 93     | 9.      |
| 2013.  | Formula 1            | Mercedes AMG Petronas F1 Team | 19    | 3                   | 2       | 171    | 6.      |
| 2014.  | Formula 1            | Mercedes AMG Petronas F1 Team | 19    | 11                  | 5       | 317    | 2.      |
| 2015.  | Formula 1            | Mercedes AMG Petronas F1 Team | 19    | 7                   | 6       | 322    | 2.      |
| 2016.  | Formula 1            | Mercedes AMG Petronas F1 Team | 21    | 8                   | 9       | 385    | 1.      |

### Potpuni popis rezultata u Formuli 1
(legenda) (Utrke označene debelim slovima označuju najbolju startnu poziciju) (Utrke označene kosim slovima označuju najbrži krug utrke)
| Godina | Konstruktor / Momčad                   | 1.      | 2.      | 3.      | 4.      | 5.      | 6.      | 7.      | 8.     | 9.      | 10.     | 11.    | 12.     | 13.     | 14.     | 15.     | 16.     | 17.     | 18.     | 19.    | 20.    | 21.   | Bodovi | Poredak |
| ------ | -------------------------------------- | ------- | ------- | ------- | ------- | ------- | ------- | ------- | ------ | ------- | ------- | ------ | ------- | ------- | ------- | ------- | ------- | ------- | ------- | ------ | ------ | ----- | ------ | ------- |
| 2006.  | Williams-Cosworth Williams F1 Team     | BHR 7   | MAL Ret | AUS Ret | SMR 11  | EUR 7   | ŠPA 11  | MON Ret | VBR 9  | KAN Ret | SAD 9   | FRA 14 | NJE Ret | MAĐ Ret | TUR Ret | ITA Ret | KIN 11  | JAP 10  | BRA Ret |        |        |       | 4      | 17.     |
| 2007.  | Williams-Toyota AT&T Williams          | AUS 7   | MAL Ret | BHR 10  | ŠPA 6   | MON 12  | KAN 10  | SAD 16  | FRA 9  | VBR 12  | EUR Ret | MAĐ 7  | TUR 7   | ITA 6   | BEL 6   | JAP Ret | KIN 16  | BRA 4   |         |        |        |       | 20     | 9.      |
| 2008.  | Williams-Toyota AT&T Williams          | AUS 3   | MAL 14  | BHR 8   | ŠPA Ret | TUR 8   | MON Ret | KAN 10  | FRA 16 | VBR 9   | GER 10  | MAĐ 14 | EUR 8   | BEL 12  | ITA 14  | SIN 2   | JAP 11  | KIN 15  | BRA 12  |        |        |       | 17     | 13.     |
| 2009.  | Williams-Toyota AT&T Williams          | AUS 6   | MAL 8‡  | KIN 15  | BHR 9   | ŠPA 8   | MON 6   | TUR 5   | VBR 5  | NJE 4   | MAĐ 4   | EUR 5  | BEL 8   | ITA 16  | SIN 11  | JAP 4   | BRA Ret | ABU 9   |         |        |        |       | 34,5   | 7.      |
| 2010.  | Mercedes Mercedes GP Petronas F1 Team  | BHR 5   | AUS 5   | MAL 3   | KIN 3   | ŠPA 13  | MON 7   | TUR 5   | KAN 6  | EUR 10  | VBR 3   | NJE 8  | MAĐ Ret | BEL 6   | ITA 5   | SIN 5   | JAP 17* | KOR Ret | BRA 6   | ABU 4  |        |       | 142    | 7.      |
| 2011.  | Mercedes Mercedes GP Petronas F1 Team  | AUS Ret | MAL 12  | KIN 5   | TUR 5   | ŠPA 7   | MON 11  | KAN 11  | EUR 7  | VBR 6   | NJE 7   | MAĐ 9  | BEL 6   | ITA Ret | SIN 7   | JAP 10  | KOR 8   | IND 6   | ABU 6   | BRA 7  |        |       | 89     | 7.      |
| 2012.  | Mercedes Mercedes AMG Petronas F1 Team | AUS 12  | MAL 13  | KIN 1   | BHR 5   | ŠPA 7   | MON 2   | KAN 6   | EUR 6  | VBR 15  | NJE 10  | MAĐ 10 | BEL 11  | ITA 7   | SIN 5   | JAP Ret | KOR Ret | IND 11  | ABU Ret | SAD 13 | BRA 15 |       | 93     | 9.      |
| 2013.  | Mercedes Mercedes AMG Petronas F1 Team | AUS Ret | MAL 4   | KIN Ret | BHR 9   | ŠPA 6   | MON 1   | KAN 5   | VBR 1  | NJE 9   | MAĐ Ret | BEL 4  | ITA 6   | SIN 4   | KOR 7   | JAP 8   | IND 2   | ABU 3   | SAD 9   | BRA 5  |        |       | 171    | 6.      |
| 2014.  | Mercedes Mercedes AMG Petronas F1 Team | AUS 1   | MAL 2   | BHR 2   | KIN 2   | ŠPA 2   | MON 1   | KAN 2   | AUT 1  | VBR Ret | NJE 1   | MAĐ 4  | BEL 2   | ITA 2   | SIN Ret | JAP 2   | RUS 2   | SAD 2   | BRA 1   | ABU 14 |        |       | 317    | 2.      |
| 2015.  | Mercedes Mercedes AMG Petronas F1 Team | AUS 2   | MAL 3   | KIN 2   | BHR 3   | ŠPA 1   | MON 1   | KAN 2   | AUT 1  | VBR 2   | MAĐ 8   | BEL 2  | ITA Ret | SIN 4   | JAP 2   | RUS Ret | SAD 2   | MEX 1   | BRA 1   | ABU 1  |        |       | 322    | 2.      |
| 2016.  | Mercedes Mercedes AMG Petronas F1 Team | AUS 1   | BHR 1   | KIN 1   | RUS 1   | ŠPA Ret | MON 7   | KAN 5   | EUR 1  | AUT 4   | VBR 3   | MAĐ 2  | NJE 4   | BEL 1   | ITA 1   | SIN 1   | MAL 3   | JAP 1   | SAD 2   | MEX 2  | BRA 2  | ABU 2 | 385    | 1.      |

‡ Dodijeljeno pola bodova zbog neodvežene utrke s minimalnom distancom od 75% dužine ukupne utrke.

### Usporedba s momčadskim kolegama u Formuli 1
| Sezona | Konstruktor       | Momčadski kolega                           | Rosbergovi bodovi | Bodovi momčadskog kolege |
| ------ | ----------------- | ------------------------------------------ | ----------------- | ------------------------ |
| 2006.  | Williams-Cosworth | Mark Webber                                | 4                 | 7                        |
| 2007.  | Williams-Toyota   | Alexander Wurz (1-16) Kazuki Nakajima (17) | 15 5              | 13 0                     |
| 2008.  | Williams-Toyota   | Kazuki Nakajima                            | 17                | 9                        |
| 2009.  | Williams-Toyota   | Kazuki Nakajima                            | 34,5              | 0                        |
| 2010.  | Mercedes          | Michael Schumacher                         | 142               | 72                       |
| 2011.  | Mercedes          | Michael Schumacher                         | 89                | 76                       |
| 2012.  | Mercedes          | Michael Schumacher                         | 93 (1 pobjeda)    | 49                       |
| 2013.  | Mercedes          | Lewis Hamilton                             | 171 (2 pobjede)   | 189 (1 pobjeda)          |
| 2014.  | Mercedes          | Lewis Hamilton                             | 317 (5 pobjeda)   | 384 (11 pobjeda)         |
| 2015.  | Mercedes          | Lewis Hamilton                             | 322 (6 pobjeda)   | 381 (10 pobjeda)         |
| 2016.  | Mercedes          | Lewis Hamilton                             | 385 (9 pobjeda)   | 380 (10 pobjeda)         |

## Vanjske poveznice
- Službena stranica Nice Rosberga
- Formula 1 profil Nice Rosberga
- Trkaća karijera